# DEPAPEPE
DEPAPEPE（デパペペ）は、日本の2人組器楽曲ユニット。エスエムイーレコーズ所属。公式ファンクラブは「Acoustic Friends」。

## 概要
名前の由来は三浦が出っ歯である事と、徳岡が以前組んでいたバンド「デルペペ」の名前をもじったところから。
2002年にユニットを結成、路上ライブを中心にインディーズではアルバム3枚をリリースし、計10万枚を売上。2005年にアルバム『Let's Go!!!』でメジャー・デビュー、器楽曲アーティストのデビューとして日本音楽史上初のオリコンベスト10にランクイン。「器楽曲音楽をポピュラーに」を目標に活動している。

## プロフィール

### メンバー
- 徳岡慶也（とくおか よしなり）
  - 1977年7月15日（47歳）。兵庫県神戸市須磨区出身。アコースティック・ギター担当。
- 三浦拓也（みうら たくや）
  - 1983年4月5日（42歳）。兵庫県神戸市灘区出身。アコースティック・ギター担当。

## 来歴
神戸のライブハウス「チキンジョージ」でアルバイト時代に結成。当時三浦はアルカラ、徳岡は別バンドでエレクトリック・ギターを弾いていたが、互いの音楽能力を高めるためにDEPAPEPEが結成された。当日のDEPAPEPEの活動はあくまでそれぞれのバンドをよりよくするための副業的な役割であった。
三浦は2002年7月から2003年1月までの間、アルカラのオリジナルメンバーとして活動しており、2011年にはゲストとしてアルカラのライブに参加している。メジャー・デビュー前は、神戸を中心に路上ライブを行う。結成当初は路上ライブは恥ずかしいからという理由で人通りの少ない路地裏で行っていた。
2004年2月5日にインディーズとして1stミニアルバムをリリース。インディーズでは計3枚のアルバムをリリースし、10万枚を売上。メジャー・デビュー前から路上ライブで着々と知名度を上げていったことで、メジャー・デビュー3日の2005年5月15日に東京日比谷野外音楽堂にてフリーライブを行う。メジャー・デビュー前としては異例の公演で3800人の観客を動員する。
2005年よりテレビ神奈川「sakusaku」にレギュラー出演する。これにより神戸の他に神奈川と北海道のローカルファンを多く獲得し、ライブではこの三箇所をメイン会場とする事が多い。
2006年よりアジアを中心に海外公演も多く行なう。韓国、タイ、中国、シンガポールなどでCDをリリースする。特にインドネシアでは人気が高く、10000万以上も動員。
2018年、押尾コータローとコラボユニット「DEPAPEKO」としてデビュー。
2020年、メジャー・デビュー15周年を迎え、自身初となるストリーミングライブ「DEPAPEPE's ROOM」を開催。コロナ禍をきっかけにミニラジオ「みうらの湯〜別館〜」をスタート。 ファンクラブ限定のコンテンツであるが、ライブのMCなどでも番組内コーナーをすることもある。開催予定であったメジャー・デビュー15周年記念ライブ「メジャー・デビュー15周年!これからもよろしく 大感謝祭!!!」はコロナ禍で3度の延期を経て、実質17周年である2022年に開催された。
2023年6月三浦のソロEP「Geopark」が発売。ソロとしては初のリリース。

## 人物
徳岡の方が6歳年上である事から三浦はいつも敬語で話しかけているが、勢い余ってタメ口になる事もしばしばある。同業者やファンの間では「徳さん」「三浦くん」の愛称が多く見られるが、お互いは「三浦」「徳岡さん」と呼ぶ。三浦は年下の後輩にも敬称をつけることもある。 ファンクラブのライブレポートでマネージャーが二人を表す際には「とくさん」「みうらさん」と平仮名表記する。浅野祥之と梶原順のユニット「JとB」を尊敬している。
交友関係は幅広いが特にギタリストの押尾コータローやヴァイオリニストNAOTOと親交が深く、「DEPAPEKO」「DEPANAPEPE」「ナオトインタクヤ」といった派生ユニットも組む。 「DEPAPEKO」は、結成前より互いのライブへよく共演していたが、共演時に披露したPerfumeの「チョコレイトディスコ」をきっかけに正式に結成。  2組ともエスエムイーレコーズであるが、「DEPAPEKO」としても同レーベルでメジャーデビューも果たす。  「ナオトインタクヤ」はNAOTOと三浦拓也のユニット。  MBSラジオ「NAOTOな音」(現在は「月イチな音」)の準レギュラーである三浦が番組内でカバー・セッションを多く披露し、2人で全国ツアーを廻ったことがきっかけとなっている。テレビ番組『うたばん』でア・カペラで歌うことになった時、音程を外してしまったことがある。
三浦はよく自己紹介をする時、「はい、どーも!DEPAPEPEでーす!」と言う。コンサートではMCでの二人の掛け合いでも人気を得る。生粋のヘヴィメタル好きでクラシックも好む。革靴やライダースを好むが、ステージなどではシャツやスーツを着る。ポンジュースが大好きで、ライブのステージに必ず持ち込むとしていたが、近年では温かい飲み物・特に紅茶を好む。ゲーム好きで「ファイナルファンタジー」シリーズ、「ドラゴンクエスト」シリーズなど好みは多岐にわたる。 同じくゲーム好きである押尾コータローとのライブ中にたびたび「ファイナルファンタジー」のテーマ、「スーパーマリオブラザーズ」の効果音をアコースティック・ギターで表現するMCを繰り広げる。盛り上がりのあまりライブ時間が押しすぎて徳岡からツッコミが入るのが定番である。大の恐竜好きを公言。幼少期に見た「Jurassic Park」に衝撃を受け、好きが高じて恐竜関連の仕事をすることもある。シングル「琥珀星」は恐竜化石の名産である、福井観光連盟PRのテーマソングに使用された。
徳岡が中学時代入っていたバンド名は「キミドリ」。好きなアーティストにHi-STANDARDを挙げることが多く、座右の銘を「STAY GOLD」とする。ファッションが好きと公言しており、私服やステージ衣装もストリートを好む。 特に「UNDER COVER」「LAD MUSICIAN」を好んで着ている。

## ディスコグラフィ

### シングル
|     | 発売日         | タイトル                                           |
| --- | -------------- | -------------------------------------------------- |
| 1st | 2005年7月20日  | SUMMER PARADE                                      |
| 2nd | 2005年11月30日 | シュプール-WINTER VERSION'05／Swingin' Happy X'mas |
| 3rd | 2006年3月15日  | ラハイナ                                           |
| 4th | 2006年10月11日 | Night & Day                                        |
| 5th | 2007年2月21日  | 桜風                                               |
| 6th | 2009年4月22日  | KATANA                                             |

### 配信限定シングル
|              | 発売日         | タイトル                  |
| ------------ | -------------- | ------------------------- |
| 1st          | 2019年10月30日 | Love Letter feat.三浦一馬 |
| 2nd          | 2021年11月26日 | 琥珀星                    |
| 三浦拓也ソロ | 2024年1月22日  | Ring                      |

### アルバム
|     | 発売日        | タイトル          |
| --- | ------------- | ----------------- |
| 1st | 2005年5月18日 | Let's Go!!!       |
| 2nd | 2006年4月19日 | Ciao! Bravo!!     |
| 3rd | 2008年4月2日  | HOP! SKIP! JUMP!  |
| 4th | 2009年6月3日  | Do!               |
| 5th | 2011年5月18日 | ONE               |
| 6th | 2012年10月3日 | Acoustic & Dining |
| 7th | 2014年8月27日 | Kiss              |
| 8th | 2017年4月12日 | COLORS            |
| 9th | 2020年4月29日 | Seek              |

### ミニアルバム
|              | 発売日         | タイトル             |
| インディーズ | インディーズ   | インディーズ         |
| ------------ | -------------- | -------------------- |
| 1st          | 2004年2月5日   | ACOUSTIC FRIENDS     |
| 2nd          | 2004年7月15日  | Sky! Sky! Sky!       |
| 3rd          | 2004年12月2日  | PASSION OF GRADATION |
| メジャー     |                |                      |
| 1st          | 2005年10月19日 | Hi! Mode!!           |

### その他のアルバム
|                    | 発売日         | タイトル                                                             |
| ------------------ | -------------- | -------------------------------------------------------------------- |
| インディーズベスト | 2007年4月25日  | BEGINNING OF THE ROAD〜collection of early songs〜                   |
| カバー             | 2007年11月28日 | デパクラ〜DEPAPEPE PLAYS THE CLASSICS〜                              |
| コレクション       | 2008年7月30日  | デパナツ〜drive! drive!! drive!!!〜                                  |
| コレクション       | 2008年11月26日 | デパフユ〜晴れ 時どき 雪〜                                           |
| カバー             | 2009年11月25日 | デパクラ2 〜DEPAPEPE PLAYS THE CLASSICS 2〜                          |
| ベストアルバム     | 2015年12月2日  | DEPAPEPE ALL TIME BEST～INDIGO BLUE～                                |
| ベストアルバム     | 2015年12月2日  | DEPAPEPE ALL TIME BEST～COBALT GREEN～                               |
| コラボ             | 2018年9月19日  | PICK POP! J-Hits Acoustic Covers [DEPAPEKO(押尾コータロー×DEPAPEPE)] |
| ソロEP             | 2023年6月1日   | Geopark[三浦拓也]                                                    |
| ソロアルバム       | 2024年3月27日  | Geoworld[三浦拓也]                                                   |

### DVD
|          | 発売日        | タイトル                            |
| -------- | ------------- | ----------------------------------- |
| Clip     | 2006年1月25日 | 6 COLOR RAINBOW -VIDEO CLIPS Vol.1- |
| Clip     | 2006年7月19日 | Ciao! Bravo!! THE MOVIE!!!          |
| Document | 2007年9月26日 | ほろり二人旅2007                    |
| Live     | 2009年9月30日 | Merry 5 round                       |

### ギタースコア
|     | 発売日         | タイトル                                                                       |
| --- | -------------- | ------------------------------------------------------------------------------ |
| 1st | 2005年10月28日 | Let's Go!!!                                                                    |
| 2nd | 2006年5月13日  | SUMMER PARADE／Hi! Mode!!／シュプール－WINTER VERSION'05／Swingin' Happy X'mas |
| 3rd | 2006年12月6日  | Ciao! Bravo!!                                                                  |
| 4th | 2008年5月9日   | HOP! SKIP! JUMP!                                                               |

### リミックス
| 発売日         | 曲名                         | 収録された作品          |
| -------------- | ---------------------------- | ----------------------- |
| 2006年8月9日   | Two As One（DEPAPEPE Remix） | CHEMISTRY「Re:fo(u)rm」 |
| 2006年10月25日 | おやすみ remixed by DEPAPEPE | リリメグ「おやすみ」    |

### 参加作品
| 発売日         | 曲名                                                       | 収録された作品                                                       |
| -------------- | ---------------------------------------------------------- | -------------------------------------------------------------------- |
| 2005年11月2日  | Two As One                                                 | Crystal Kay × CHEMISTRY 「almost in love」                           |
| 2006年10月4日  | Welcome to Dongmakgol                                      | 久石譲「Asian X.T.C.」                                               |
| 2006年11月22日 | Long Train Running                                         | JとB「GIFT」                                                         |
| 2006年11月29日 | MY LIFE                                                    | Various Artists「WANNA BE THE PIANO MAN」                            |
| 2007年9月19日  | My Way                                                     | 風味堂「風味堂3」                                                    |
| 2007年10月24日 | サウンド・オブ・ミュージック                               | Various Artists「奥田民生・カバーズ」                                |
| 2008年1月23日  | birdie／presents 木村カエラ & DEPAPEPE                     | 山沢大洋 presents「music tree」                                      |
| 2008年2月27日  | 音遊技 〜四段〜 with DEPAPEPE                              | SOFFet「NEW STANDARD」                                               |
| 2009年12月9日  | 翔べ! ガンダム                                             | Various Artists「GUNDAM UNPLUGGED 〜アコギ de ガンダム A.C. 2009〜」 |
| 2010年2月17日  | ハルコイ                                                   | 杉本有美「ハルコイ」                                                 |
| 2010年9月15日  | 光と影                                                     | 植村花菜「花菜～My Favorite Things～」                               |
| 2010年9月22日  | お別れですか?                                              | ユンナ「ひとつ空の下」                                               |
| 2010年10月20日 | やさしさに包まれたなら                                     | 坂本真綾「DOWN TOWN/やさしさに包まれたなら」                         |
| 2012年6月26日  | Dreaming on the beach with DEPAPEPE                        | 逗子三兄弟「逗子三兄弟」                                             |
| 2015年1月14日  | Tonight's The Night Co. DEPAPEPE                           | AZU「Co.Lab」                                                        |
| 2016年4月6日   | Tico Tico                                                  | 渡辺香津美「Guitar Is Beautiful KW45」                               |
| 2016年6月22日  | Over The Sea                                               | Various Artists「HONEY meets ISLAND CAFE Sea Of Love」               |
| 2016年7月27日  | Angel feat.三浦拓也 (from DEPAPEPE)                        | 名渡山遼「Made in Japan,To the World.」                              |
| 2016年7月27日  | Angel feat.三浦拓也 (from DEPAPEPE)                        | 名渡山遼「Made in Japan,To the World.」                              |
| 2016年8月10日  | 全9曲                                                      | 三角関係 feat.三浦拓也「交際宣言」                                   |
| 2016年11月9日  | Magical Beautiful Seasons feat.DEPAPEPE & NAOTO            | 押尾コータロー「KTR×GTR」                                            |
| 2017年4月6日   | Let's Party!!! feat.DEPAPEPE                               | NAOTO「Gift」                                                        |
| 2017年4月26日  | Lucky man feat.DEPAPEPE                                    | Stamp「STH」                                                         |
| 2017年5月19日  | Around the table feat. 三浦拓也                            | 三角関係「Around the table feat. 三浦拓也」                          |
| 2018年6月27日  | Together!!! (with DEPAPEPE) [Encore]                       | 押尾コータロー「15th Anniversary LIVE」                              |
| 2019年2月6日   | 全9曲                                                      | 三角関係 feat.三浦拓也「素敵関係」                                   |
| 2020年2月29日  | Black Rat                                                  | 野村義男「440Hz with〈LIFE OF JOY〉」                                |
| 2020年9月9日   | スタンドバイミー                                           | 9mm Parabellum Bulletトリビュートアルバム「CHAOSMOLOGY」             |
| 2020年12月25日 | TGUITAR SESSION(Cyborg〜ONE〜五月雨) - From THE FIRST TAKE | 押尾コータロー×DEPAPEPE×崎山蒼志                                     |

### 楽曲提供
- テゴマス「蒼色ジュブナイル」（作曲：徳岡慶也(from DEPAPEPE)、編曲：DEPAPEPE, 縄田寿志）

### 映画
- キャッチ ア ウェーブ（2006年4月29日公開）映画音楽担当

### タイアップ
| 曲名                               | タイアップ                                                                                       |
| ---------------------------------- | ------------------------------------------------------------------------------------------------ |
| Wake Up!                           | 関西テレビ『2時ワクッ!』エンディングテーマ                                                       |
| Hi-D!!!                            | 関西テレビ『2時ワクッ!』エンディングテーマ                                                       |
| Hi-D!!!                            | JFN『名言3・6・5』オープンニングテーマ。                                                         |
| Hi-D!!!                            | テレビ岩手 『日テレNEWS24』ジャンクションOP（2010年7月5日 - 2018年11月30日）                     |
| SUMMER PARADE                      | テレビ東京系『JAPAN COUNTDOWN』7月度エンディングテーマ                                           |
| SUMMER PARADE                      | テレビ神奈川『saku saku』エンディングテーマ                                                      |
| SUMMER PARADE                      | レーベルゲート「mora」CMソング                                                                   |
| B.B.D                              | 九州朝日放送『KBCオーガスタゴルフトーナメント』テーマ曲                                          |
| オールド・ビーチ                   | TOKYO FM『ANNAのHAPPY-GO-LUCKY』テーマ曲                                                         |
| 星の数だけ願いは届く               | 超!A&G+『高垣彩陽のあしたも晴レルヤ』エンディングテーマ                                          |
| 星の数だけ願いは届く               | JFNC制作・JFN系ネット『OH! HAPPY MORNING』エンディングテーマ                                     |
| 星の数だけ願いは届く               | 東北放送テレビ クロージングBGM（2005年7月1日-）                                                  |
| 桜風                               | 北海道テレビ放送『イチオシ!』4時台天気予報テーマ曲                                               |
| 桜風                               | 福島中央テレビ『ゴジてれ Chu!』天気予報テーマ曲                                                  |
| 哀愁バイオレット                   | 第一製薬「リジュエージュ Q10 クリーム」CMソング                                                  |
| 夕焼けサイクリング                 | マーベラスエンターテイメント「牧場物語 コロボックルステーション」CMソング                        |
| 夕焼けサイクリング                 | NHK総合『ゆうどきネットワーク』「列島津々うらうら」コーナーテーマ曲                              |
| 夕焼けサイクリング                 | NHK-FM（北海道地方のみ）『フレッシュサウンド北海道』テーマ曲                                     |
| Harvest                            | NHK総合『生中継 ふるさと一番!』テーマ曲                                                          |
| Harvest                            | ニッポン放送『ミュージックファーム』テーマ曲                                                     |
| シュプール                         | JR四国CMソング                                                                                   |
| Morning Smile                      | 日本テレビ系『ズームイン!!SUPER』天気予報テーマ曲                                                |
| シュプール －WINTER VERSION'05     | 日本テレビ系『ズームイン!!SUPER』2005年度冬テーマ曲                                              |
| Swingin' Happy X'mas               | 日本テレビ系『ズームイン!!SUPER』天気予報テーマ曲                                                |
| ラハイナ                           | ワーナー・ブラザース配給映画『キャッチ ア ウェーブ』メインテーマ                                 |
| きっとまたいつか                   | 日本テレビ系ドラマコンプレックス『ハチ』挿入歌                                                   |
| JAC(K) IN THE BOX                  | 関西テレビ『プロ野球中継2006』テーマ曲                                                           |
| キミドリ                           | 日本テレビ系『NNNきょうの出来事』天気予報テーマ曲                                                |
| キミドリ                           | りそな銀行「RESONA FITS YOU!」キャンペーンソング                                                 |
| キミドリ                           | 超!A&G+『早見沙織のふり〜すたいる♪』オープニングテーマ                                           |
| SLOW SUNSET                        | NTTグループ「未来へいこう（スイング）篇」CMソング                                                |
| 青春カムバック                     | 朝日放送テレビ『おはよう朝日です』天気予報テーマ曲                                               |
| ブラボー・マーチ                   | 日本テレビ系『ズームイン!!SUPER』「あかさたな占い」テーマ曲                                      |
| SUNSHINE SURF                      | ワーナーブラザース配給映画『キャッチ ア ウェーブ』挿入歌                                         |
| Night & Day                        | フジテレビ系アニメ『ハチミツとクローバーII』挿入歌                                               |
| DAYS                               | 朝日放送テレビ『おはよう朝日です』天気予報テーマ曲                                               |
| さざなみ splash ver.               | NHK-FM『ミュージックスクエア』4・5月エンディングテーマ                                           |
| さざなみ splash ver.               | ラジオ関西ほか『ラジネットひょうご』（2020年現在）テーマ曲                                       |
| いつか見た道 '07 ver.              | 毎日放送『ちちんぷいぷい』天気予報テーマ曲                                                       |
| Snow Dance winter session          | すかいらーく「ガスト モーニングメニュー編」CMソング                                              |
| パッヘルベルのカノン               | 日本テレビ系『ズームイン!!SUPER』「あかさたな占い」テーマ曲                                      |
| Sky!Sky!Sky! '07 ver.              | テレビ朝日系『朝だ!生です旅サラダ』オープニング生中継案内                                        |
| Sky!Sky!Sky! '07 ver.              | TBSラジオ『MIXUP』テーマ曲                                                                       |
| Sky!Sky!Sky! '07 ver.              | NHK総合『スタジオパークからこんにちは』オープニング曲                                            |
| Sky!Sky!Sky! '07 ver.              | エフエム石川『ウェザー&インフォメーション』BGM                                                   |
| Sky!Sky!Sky! '07 ver.              | RKBラジオ『ヨドバシカメラpresents ロバートの家電研究所』テーマ曲                                 |
| FESTA!!                            | テレビ神奈川『saku saku』オープニングテーマ                                                      |
| Ready! GO!!                        | 朝日放送テレビ『週末の探検家〜夢羅針盤〜』テーマ曲                                               |
| Ready! GO!!                        | 福島中央テレビ『ゴジてれ Chu!』天気予報テーマ曲                                                  |
| START                              | 千葉マリンスタジアム ビジターチームスタメン発表のBGM                                             |
| START                              | 超!A&G+『早見沙織のふり〜すたいる♪』エンディングテーマ                                           |
| START                              | テレビ朝日系列『やじうまテレビ!』2011年度天気予報BGM                                             |
| START                              | 鹿児島放送『ひる前!ときめきTV』→『かごしま ときめきTV』番組テーマ曲                              |
| START                              | BSジャパン『空から日本を見てみようplus』前提供部分から空撮パートのBGM                            |
| START                              | フジテレビ系『めざましどようび』「キクエがキクヨ!」ゲスト紹介時のBGM                             |
| いい日だったね                     | 北海道テレビ放送『イチオシ!』6時台天気予報テーマ曲                                               |
| いい日だったね                     | 超!A&G+『豊崎愛生のおかえりらじお』エンディングテーマ                                            |
| いい日だったね                     | ニッポン放送『小倉淳の早起きGoodDay!』4時台スポーツニューステーマ                                |
| KATANA                             | カタナ ゴルフ「スナイパーX」CMソング                                                             |
| KATANA                             | 中国銀行CMソング                                                                                 |
| sailing                            | テレビ神奈川『saku saku』オープニングテーマ                                                      |
| beautiful wind                     | GREEN TOKYO ガンダムプロジェクト公式テーマソング                                                 |
| 翔べ、ガンダム                     | GREEN TOKYO ガンダムプロジェクト公式テーマソング                                                 |
| 雨上がり                           | ニッポン放送『有楽町アニメタウン』エンディングテーマ                                             |
| Hello                              | テレビ朝日系列『やじうまプラス』『やじうまサタデー』オープニングテーマ                           |
| Hello                              | テレビ朝日系列『グッド!モーニング』「やじうま新聞」テーマ曲                                      |
| Hello                              | サンテレビ『午後キュン』テーマ曲                                                                 |
| ONE                                | 朝日放送テレビ『LIFE〜夢のカタチ〜』オープニングテーマ                                           |
| ONE                                | TOKYO FM系『MIRACLE WORDS!』BGM                                                                  |
| 恋水                               | 朝日放送テレビ『おはよう朝日です』天気予報テーマ曲                                               |
| Lion                               | テレビ神奈川『saku saku』オープニングテーマ                                                      |
| Lion                               | サンテレビ『午後キュン』CM明けジングル、ゲスト登場時のBGM                                        |
| Memories feat. coba                | 毎日放送『女の子宣言! アゲぽよTV』2012年10月度エンディングテーマ                                 |
| Sunburst                           | 北海道テレビ放送『イチオシ!』天気予報テーマ曲                                                    |
| SUNNY                              | 北海道テレビ放送『イチオシ!モーニング』天気予報テーマ曲(書き下ろし)                              |
| Marine Drive                       | TOKYO FM系『中西哲生のクロノス』内「SUZUKI Breakfast News」オープニングテーマ                    |
| Horizon                            | 毎日放送『ちちんぷいぷい』天気予報テーマ曲                                                       |
| Special Lady～the wedding anthem～ | 読売テレビ天気予報BGM（平日昼）                                                                  |
| Route 128                          | 読売テレビ天気予報BGM（週末夕方）                                                                |
| Life is a Journey                  | MBS スペシャ「COOK音楽」コーナーテーマ                                                           |
| Kiss                               | ハウス食品 カレーキャンペーンTVCMソング                                                          |
| S.E.L.                             | BS-TBS七里ガ浜☆テーマ曲                                                                          |
| Light of Hope                      | 日本テレビ系列「－心の都へスペシャル－千年の都 美の旅人」2014年2月16日放送 －京都*美の旅立ち編－ |
| スミレ                             | 北海道HTB イチオシ「天気予報楽曲」                                                               |
| 青い鳥                             | 関西 毎日放送 ちちんぷいぷい「天気予報楽曲」                                                     |
| 琥珀星                             | 福井観光連盟「Discovery in Fukui〜Fukui Prefectural Dinosaur Museum〜」テーマソング              |

## ミュージックビデオ
| 公開日     | 監督       | 曲名                                   | 備考                              |
| ---------- | ---------- | -------------------------------------- | --------------------------------- |
| 2004       | 武哲也     | 激情メランコリック                     |                                   |
| 2004       | 武哲也     | Snow Dance                             |                                   |
| 2005       |            | START                                  |                                   |
| 2005       | 竹内鉄郎   | SUMMER PARADE                          |                                   |
| 2005       |            | シュプール -WINTER VERSION '05-        |                                   |
| 2005       | 野田智雄   | 哀愁バイオレット                       |                                   |
| 2005       |            | MTMM                                   |                                   |
| 2006       | 宅野祐介   | ラハイナ                               |                                   |
| 2006       |            | Night＆Day                             |                                   |
| 2006       |            | ブラボー･マーチ                        |                                   |
| 2007       | TAGO       | 桜風                                   | 出演:内藤惟人・岡西里奈・水沢奈子 |
| 2007       | 平澤一成   | パッヘルベルのカノン                   |                                   |
| 2007       | 大野早葉子 | Sky!Sky!Sky! '07 Ver.                  |                                   |
| 2008       |            | シュプール (295音 Ver.)                |                                   |
| 2008       | 井上卓     | Ready! GO!!                            |                                   |
| 2009       |            | KATANA staging Diggy-MO'               |                                   |
| 2011       |            | ONE                                    |                                   |
| 2013       | 藤村忠寿   | 紫陽花                                 |                                   |
| 2014/07/01 |            | Kiss (short ver.)                      |                                   |
| 2015/04/08 |            | Charge&Go. (short ver.)                |                                   |
| 2017/05/23 |            | Color                                  |                                   |
| 2019/09/30 |            | Love Letter feat.三浦一馬 (short ver.) |                                   |
| 2020/04/06 | 市川稜     | GUILTY                                 |                                   |
| 2021/11/26 |            | 琥珀星                                 |                                   |
| 2023/6/1   |            | Dinosaur Dance - 三浦拓也              |                                   |

## レギュラー出演

### テレビ
- saku saku（テレビ神奈川、2005年4月 - 2010年3月、2011年6月 - 2012年3月）- 毎週火曜日のコーナー「デパペペのインストde委員会」（2005年 - 2010年）、毎月第1火曜日のコーナー「続・私立DEPAPEPE学園」（2011年 - 2012年）を担当
- Oxala!（スペースシャワーTV、2006年4月 - ） - 三浦（毎週火曜日）※放送終了

### 雑誌
- PATiPATi「DEPAPEPEの相方はナイセンス!?」連載

## 受賞歴
- 2006年日本ゴールドディスク大賞ニュー・アーティスト・オブ・ザ・イヤー
- 2006年日本ゴールドディスク大賞インストゥルメンタル・アルバム・オブ・ザ・イヤー
- 2007年日本ゴールドディスク大賞インストゥルメンタル・アルバム・オブ・ザ・イヤー

## 主なライブ

### ワンマンライブ・主催イベント
- 2005年 - bianco nero "umami" tour 05
- 2005年 - DEPAPEPE SUMMER GO! GO!
- 2005年 - DEPAPEPE 秋のワンマンライブツアー MAKE-D!!
- 2006年 - 【Ciao! Bravo!!】ツアー
- 2006年 - DEPAPEPE 冬のワンマンライブツアー2006～Team Mix Guts～
- 2007年 - DEPAPEPE バレンタインライブスペシャル～甘いが先でしょ尼崎～
- 2007年 - HFM LOTZ LIVE DEPAPEPE
- 2008年 - DEPAPEPE 春のワンマンライブツアー2008 HOP! SKIP!! JUMP!!!
- 2008年 - ほろり二人旅 2007
- 2008年 - DEPAPEPE with 梶原順 TOUR 2008 "JとDとP"
- 2009年 - DEPAPEPE ZEPP TOUR 2009「Do!」
- 2010年 - SPIRAL LIVE
- 2010年 - ～デビュー5周年～ 夏のワンマンライブ 2010 夏祭り☆夏アコギ☆
- 2011年 - 夏の日比谷野音ワンマンライブ 2011 ～MUSIC CAN BRIGHTEN UP THE WORLD～
- 2012年 - DEPAPEPE TOUR 2012
- 2012年 - Depachristmas Live 2012
- 2013年 - DEPAPEPE 10th Anniversary : Songs of "2002～2007"
- 2013年 - DEPAPEPE 10th Anniversary Live 第2弾 雨男 vs 野外 ～初夏と上野と空の下～
- 2013年 - DEPAPEPE 10th Anniversary Live 第2弾 雨男 vs 野外 ～音燈華vol.4 DEPAPEPE Concert～
- 2013年 - DEPAPEPE 10th Anniversary Live 第3弾 ワンマンライブツアー2013
- 2013年 - Depachristmas Live 2013
- 2013年 - 今年も急でごめんね2013忘年会!!
- 2014年 - 雨男 vs 野外シリーズ 2014
- 2014年 - DEPAPEPE ASIA TOUR 2014「Kiss」
- 2014年 - DEPAPEPE LIVE 2014 IN ISESAKI
- 2015年 - DEPAPEPE メジャーデビュー10周年 「Let's Go!!! DEPAPEPE超大感謝祭!!」
- 2015年 - DEPAPEPE 雨男 vs 野外シリーズ 2015
- 2015年 - DEPA"NA"PEPE
- 2015年 - Acoustic & Electric
- 2016年 - DEPAPEPE ALL TIME BEST LIVE TOUR 2016
- 2016年 - DEPAPEPE ワンマンライブツアー「ほろり二人旅 2016」
- 2016年 - DEPAPEPE ワンマンライブ 日比谷野外大音楽堂 THE MUSIC CIRCUS!! ～ 雨男 VS 野外2016 ～
- 2016年 - Autumn Color
- 2017年 - DEPAPEPE LIVE TOUR 2017
- 2017年 - Autumn Color 2017
- 2017年 - MUSIC SUPPLEMENT Vol.11 DEPAPEPE
- 2018年 - 平安神宮 紅しだれコンサート2018
- 2018年 - ワンマンライブ「ほろり二人旅2018」
- 2018年 - Just Do Playing Live 2018

## 関連人物
- カッサイマサト（アートワーク）
- 鎌田雅人（サポート）
- 酒井俊光（サポート）
- ただすけ（レコーディング参加）
- 玉田豊夢（レコーディング参加）
- 中村タイチ（プロデュース）
- 中村優規（レコーディング・ライブ参加）
- 西寺郷太（プロデュース）
- 松岡モトキ（プロデュース）